# Grandas de Salime (kommunhuvudort)
Grandas de Salime är en kommunhuvudort i Spanien.   Den ligger i provinsen Province of Asturias och regionen Asturien, i den nordvästra delen av landet, 400 km nordväst om huvudstaden Madrid. Grandas de Salime ligger 554 meter över havet och antalet invånare är 1 203.
Terrängen runt Grandas de Salime är kuperad. Runt Grandas de Salime är det mycket glesbefolkat, med 3 invånare per kvadratkilometer. Närmaste större samhälle är Fonsagrada, 18,6 km sydväst om Grandas de Salime. I omgivningarna runt Grandas de Salime växer i huvudsak blandskog.